# María Olga Delpiano
María Olga Delpiano Pérez Canto (9 de septiembre de 1947) es una periodista y profesora chilena.

## Biografía
Estudió periodismo en la Pontificia Universidad Católica de Chile, desde donde egresó en 1968. También posee un máster en Comportamiento del Consumidor por la Universidad Adolfo Ibáñez (2006).
En 1976 asumió como editora de espectáculos en el diario El Mercurio. En 1990 fue designada editora de revistas, cargo en donde creó y estuvo a cargo de suplementos como Zona de Contacto (1991), Wikén, Siglo XXI y Timón, entre otros. Entre 1995 y 2005 fue asesora del editor de El Mercurio, donde le correspondió dirigir la fundación de la editorial El Mercurio-Aguilar.
Entre 2004 y 2008 fue directora de Publicaciones Lo Castillo, empresa editora de revistas como Rolling Stone, Muy Interesante, Ser Padres hoy, Billiken, entre otras. En 2008 asumió como directora de Editorial RedAccion. Ganó el Premio Lenka Franulic en 2010.
Actualmente se desempeña como profesora en la Facultad de Comunicaciones de la Pontificia Universidad Católica de Chile, y desde 2009 es editora de la publicación académica Cuadernos de Información de dicha casa de estudios.